# Guerneville
Guerneville és una població dels Estats Units a l'estat de Califòrnia. Segons el cens del 2000 tenia 2.441 habitants.

## Demografia
Segons el cens del 2000, Guerneville tenia 2.441 habitants, 1.097 habitatges, i 523 famílies. La densitat de població era de 286,5 habitants/km².
Dels 1.097 habitatges en un 22% hi vivien nens de menys de 18 anys, en un 28,4% hi vivien parelles casades, en un 14,1% dones solteres, i en un 52,3% no eren unitats familiars. En el 34,8% dels habitatges hi vivien persones soles el 8,5% de les quals corresponia a persones de 65 anys o més que vivien soles. El nombre mitjà de persones vivint en cada habitatge era de 2,17 i el nombre mitjà de persones que vivien en cada família era de 2,86.
Per edats la població es repartia de la següent manera: un 19,7% tenia menys de 18 anys, un 7,5% entre 18 i 24, un 30,2% entre 25 i 44, un 32,3% de 45 a 60 i un 10,4% 65 anys o més.
L'edat mediana era de 42 anys. Per cada 100 dones de 18 o més anys hi havia 109,3 homes.
La renda mediana per habitatge era de 37.266 $ i la renda mediana per família de 45.875 $. Els homes tenien una renda mediana de 32.350 $ mentre que les dones 31.429 $. La renda per capita de la població era de 22.793 $. Entorn del 13,5% de les famílies i el 13,1% de la població estaven per davall del llindar de pobresa.

## Poblacions més properes
El següent diagrama mostra les poblacions més properes.